# Devourment
Devourment este o trupă americană de death metal, formată în Dallas, Texas. Formată în 1995, grupul s-a despărțit și s-a reformat de trei ori, lăsându-l pe Brad Fincher singurul membru original. Membrii formației în prezent sunt Ruben Rosas, Chris Andrews, Dave Spencer și Brad Fincher.